# Фудзита, Фумиаки
Фумиаки Фудзита (яп. 藤田 文章 Фудзита Фумиаки, 1924 — 26 марта 2005) — японский математик и мастер оригами.
На Западе более известен как Хумиаки Худзита (Humiaki Huzita) из-за особенностей романизации имени. Фудзита известен тем, что одним из первых сформулировал геометрические правила складывания оригами, которые названы в его честь.
Фудзита родился в Японии и эмигрировал в Италию, где работал в Падуанском университете в области ядерной физики. Впоследствии он получил итальянское гражданство, потеряв японское (Япония не признаёт двойного гражданства).